# アレハンドロ・マルケス
アレハンドロ・ホセ・マルケス・メンデス、スペイン語: Alejandro José Marqués Méndez, 2000年8月4日 - ）は、ベネズエラ・ミランダ州カラカス出身のプロサッカー選手。GDエストリル・プライア所属。ポジションはFW。

## 経歴

### クラブ
2013年にスペインに渡り、RCDエスパニョールのカンテラに入団。翌2014年にタラサにあるUFBハバック・テッラーサに移り、2017年7月14日にFCバルセロナのカンテラに入団。
2018年3月17日セグンダ・ディビシオンのロルカFC戦で、マーカス・マグエインとの交代で、FCバルセロナBでプロデビューした。
2020年1月25日にセリエCのU-23ユヴェントスFCに移籍。
2021年8月28日、ラ・リーガ・セグンダ・ディビシオンのCDミランデスへレンタル移籍。
2022年7月28日、GDエストリル・プライアへレンタル移籍。

### 代表歴
2015年に、U-15のベネズエラ代表に招集されている。しかし、マルケスの父親が暴政を繰り返すニコラス・マドゥロ政権に不快感を示し、息子のベネズエラへの帰国を拒否させた。そして2019年の南米ユース選手権の出場を取りやめさせ、U-19のスペイン代表に出場させることに合意。同年のUEFA U-19欧州選手権に出場し、優勝を経験した。